# Pacto de los Balcanes (1953)

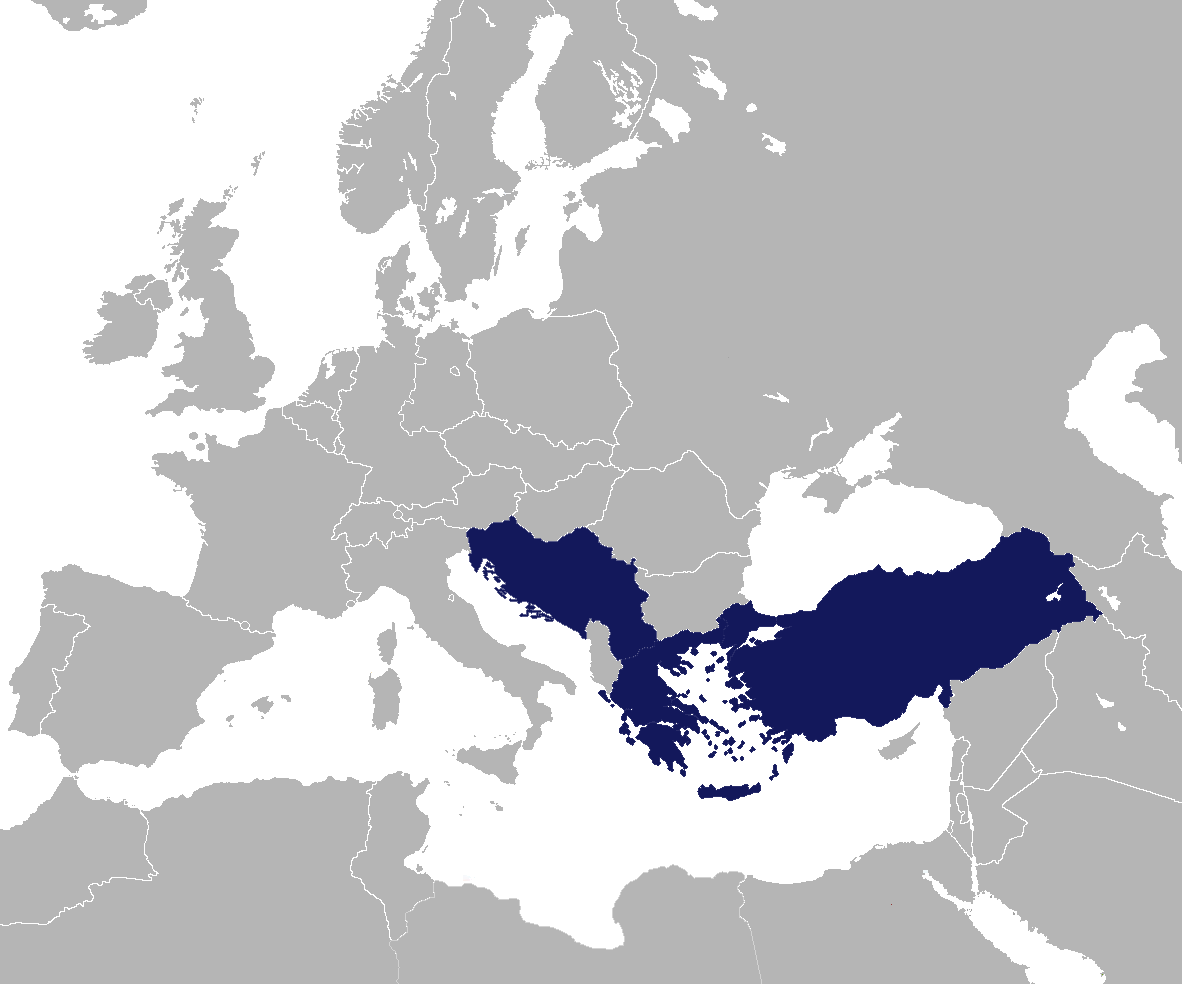
Pacto de los Balcanes

El pacto de los Balcanes de 1953 o alianza de los Balcanes, oficialmente denominado "Acuerdo de Amistad y Cooperación" fue un tratado entre Grecia, Turquía y Yugoslavia, firmado en Ankara el 28 de febrero de 1953, que suponía una barrera a la política expansionista soviética en la zona de los Balcanes. Preveía la eventual creación de un Estado Mayor conjunto para los tres países. En ese momento Turquía y Grecia eran miembros de pleno derecho de la OTAN, mientras que Yugoslavia, gobernada por el mariscal Tito, no pertenecía ni deseaba pertenecer a esta organización. El pacto era una posibilidad de asociar Yugoslavia con la OTAN de una manera indirecta.
La nueva alianza mostró su debilidad desde su constitución. Pocos días después de su entrada en vigor, el 5 de marzo, murió José Stalin. A medida que el nuevo gobierno soviético comenzó a relajar su críticas hacia Yugoslavia, el gobierno comunista yugoslavo se encontró más dispuesto a abandonar la cooperación abierta con los países occidentales.
Durante 1954 y 1955, las propuestas yugoslavas a la Unión Soviética se tradujeron en un cambio del punto de vista yugoslavo acerca de la importancia militar del pacto de los Balcanes. La visita del primer ministro turco, Adnan Menderes, a Yugoslavia en mayo de 1955; solo tres semanas antes de la visita de Nikita Jruschov a Tito, puso de manifiesto las diferentes visiones de Yugoslavia y Turquía acerca de la situación internacional. Menderes estaba interesado en un ámbito completo de la cooperación prevista en la alianza de los Balcanes, mientras que Yugoslavia era reacia, en ese momento, a adoptar cualquier medida que pudiera dar un significado adicional a la parte militar del pacto de los Balcanes.
Poco después, el estallido del conflicto de Chipre entre Turquía y Grecia, se convirtió en un nuevo peligro para el pacto.
Después de la Revolución húngara de 1956, Tito mostró cierto interés en la reactivación de la alianza, pero el intento de Tito para mediar entre Turquía y Grecia en el conflicto de Chipre fracasó.